# Memphis Belle

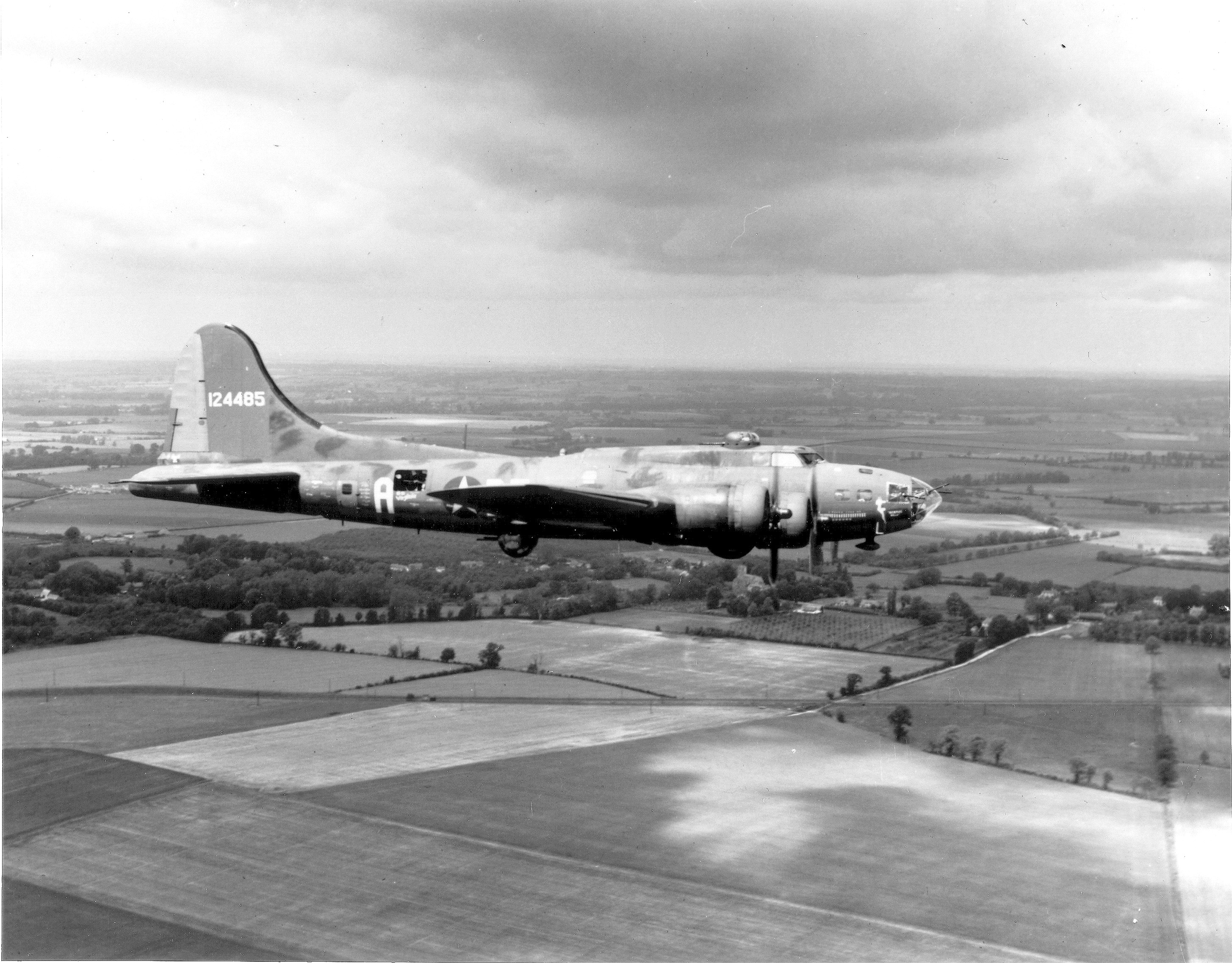
Die Memphis Belle auf ihrem Rückweg in die USA (9. Juni 1943)

Memphis Belle („Die Schöne aus Memphis“) ist der Spitzname einer berühmten Boeing B-17 Flying Fortress, die von den USA im Zweiten Weltkrieg über Europa eingesetzt wurde. Es handelt sich um eine B-17F-10-BO mit der USAAF-Seriennummer 41-24485.
Die Namensgeberin war Margaret Polk, die damalige Freundin des Piloten Captain Robert K. Morgan.

## Bekanntheit
Die Maschine war einer der ersten Bomber der 8. US-Luftflotte, der seine Tour of Duty (25 Einsätze) vollendete. Als erster Bomber erreichte zwar die Hell’s Angels (Kennzeichen: 41-24577) der 303rd Bombardment Group am 13. Mai 1943 diese Marke, sechs Tage vor der Memphis Belle. Da die Memphis Belle aber als erste in die Heimat USA zurückkehrte, erntete sie mit der Mannschaft die Ehrungen und die Aufmerksamkeit der Medien und der Öffentlichkeit. Die gefeierten Besatzungsmitglieder hatten alle ebenfalls 25 Einsätze absolviert, allerdings nicht ausschließlich auf der Memphis Belle.

## Geschichte
Die Memphis Belle wurde im September 1942 an die 91st Bombardment Group auf dem Luftwaffenstützpunkt Dow in Maine geliefert und am 30. September zunächst nach Schottland und am 14. Oktober 1942 nach Bassingbourn, nahe Cambridge, verlegt. Von dort aus führte sie in den nächsten Monaten 25 Einsätze mit wechselnder Besatzung durch.

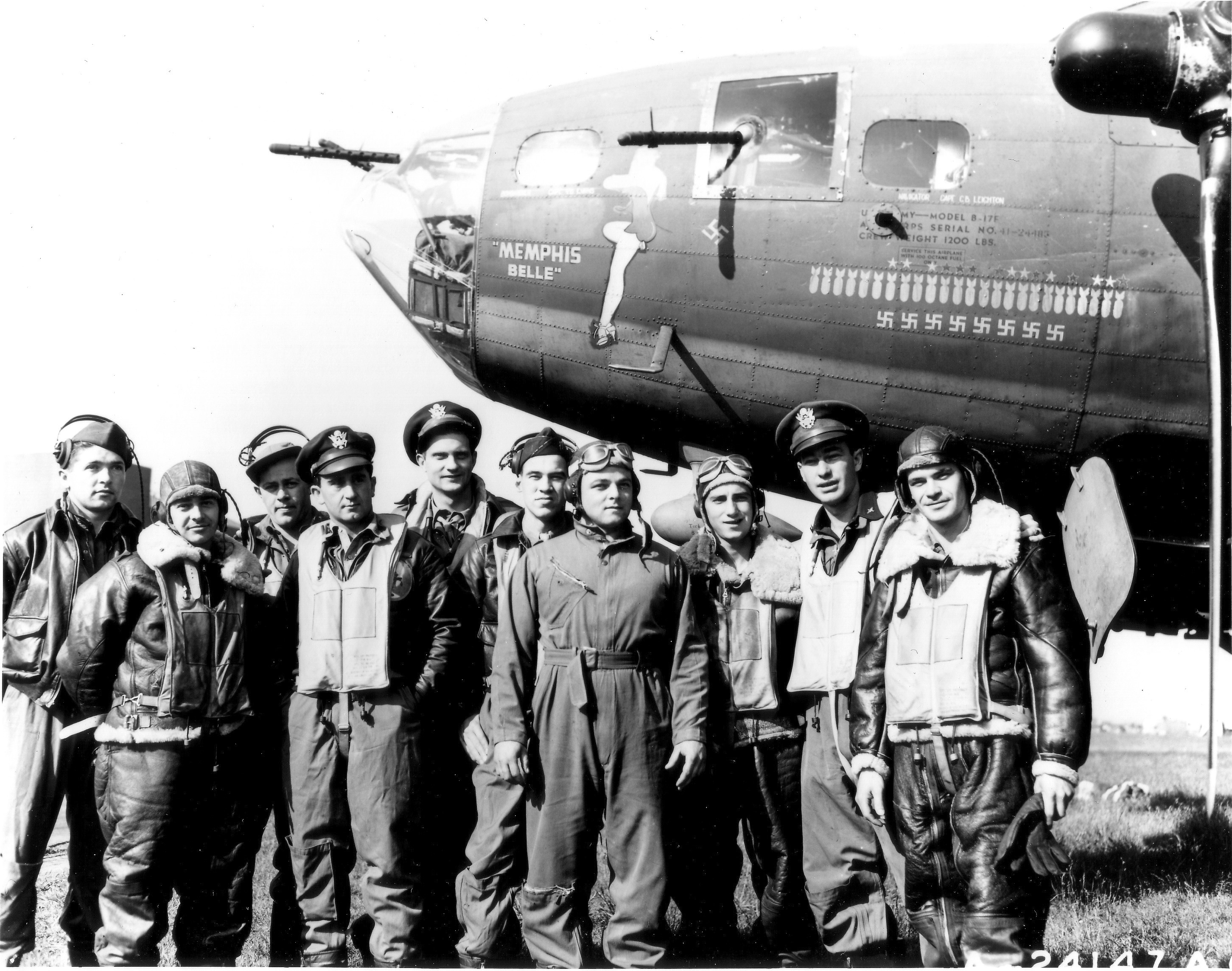
Crew und Maschine am 7. Juni 1943. Die Pin-up-Bild-Vorlage für die Memphis Belle („Die Schöne aus Memphis“), die als Nose art von Corporal Tony Starcer am Flugzeug aufgemalt wurde, stammt von George Petty und wurde als Centerfold-Mädchen bei Esquire im April 1941 veröffentlicht.

### Einsätze der Memphis Belle
1. am 7. November 1942 – U-Boot-Bunker bei Brest, Frankreich
2. am 9. November 1942 – U-Boot-Bunker bei St. Nazaire, Frankreich
3. am 17. November 1942 – U-Boot-Bunker bei St. Nazaire, Frankreich
4. am 6. Dezember 1942 – Lokomotivfabrik bei Lille, Frankreich
5. am 20. Dezember 1942 – Flugplatz bei Romilly-sur-Seine, Frankreich
6. am 30. Dezember 1942 – U-Boot-Bunker bei Lorient, Frankreich
7. am 3. Januar 1943 – U-Boot-Bunker bei St. Nazaire, Frankreich
8. am 13. Januar 1943 – Rangierbahnhof bei Lille, Frankreich
9. am 23. Januar 1943 – U-Boot-Bunker bei Lorient, Frankreich
10. am 14. Februar 1943 – Eisenbahnzentrum bei Hamm, Deutschland
11. am 16. Februar 1943 – U-Boot-Bunker bei St. Nazaire, Frankreich
12. am 6. März 1943 – U-Boot-Bunker bei Lorient, Frankreich
13. am 12. März 1943 – Bahnhof bei Rouen, Frankreich
14. am 13. März 1943 – Flugplatz bei Abbeville, Frankreich
15. am 22. März 1943 – Marinebasis bei Wilhelmshaven, Deutschland (Inhalt der Dokumentation von 1944)
16. am 28. März 1943  – Eisenbahnzentrum bei Rouen, Frankreich
17. am 31. März 1943  – Hafen Rotterdam, Niederlande
18. am 16. April 1943 – U-Boot-Bunker bei Lorient, Frankreich
19. am 17. April 1943 – Flugzeugfabrik (Focke-Wulf) bei Bremen, Deutschland
20. am 1. Mai 1943 – U-Boot-Bunker bei St. Nazaire, Frankreich
21. am 13. Mai 1943 – Flugzeugfabrik bei Méaulte, Frankreich
22. am 14. Mai 1943 – Hafen Kiel, Deutschland
23. am 15. Mai 1943 – Marineanlagen und Flugplätze auf Helgoland, Deutschland (Ausweichziel für Wilhelmshaven)
24. am 17. Mai 1943 – U-Boot-Bunker bei Lorient, Frankreich
25. am 19. Mai 1943 – Motorenfabrik in Kiel, Deutschland

### Verbleib

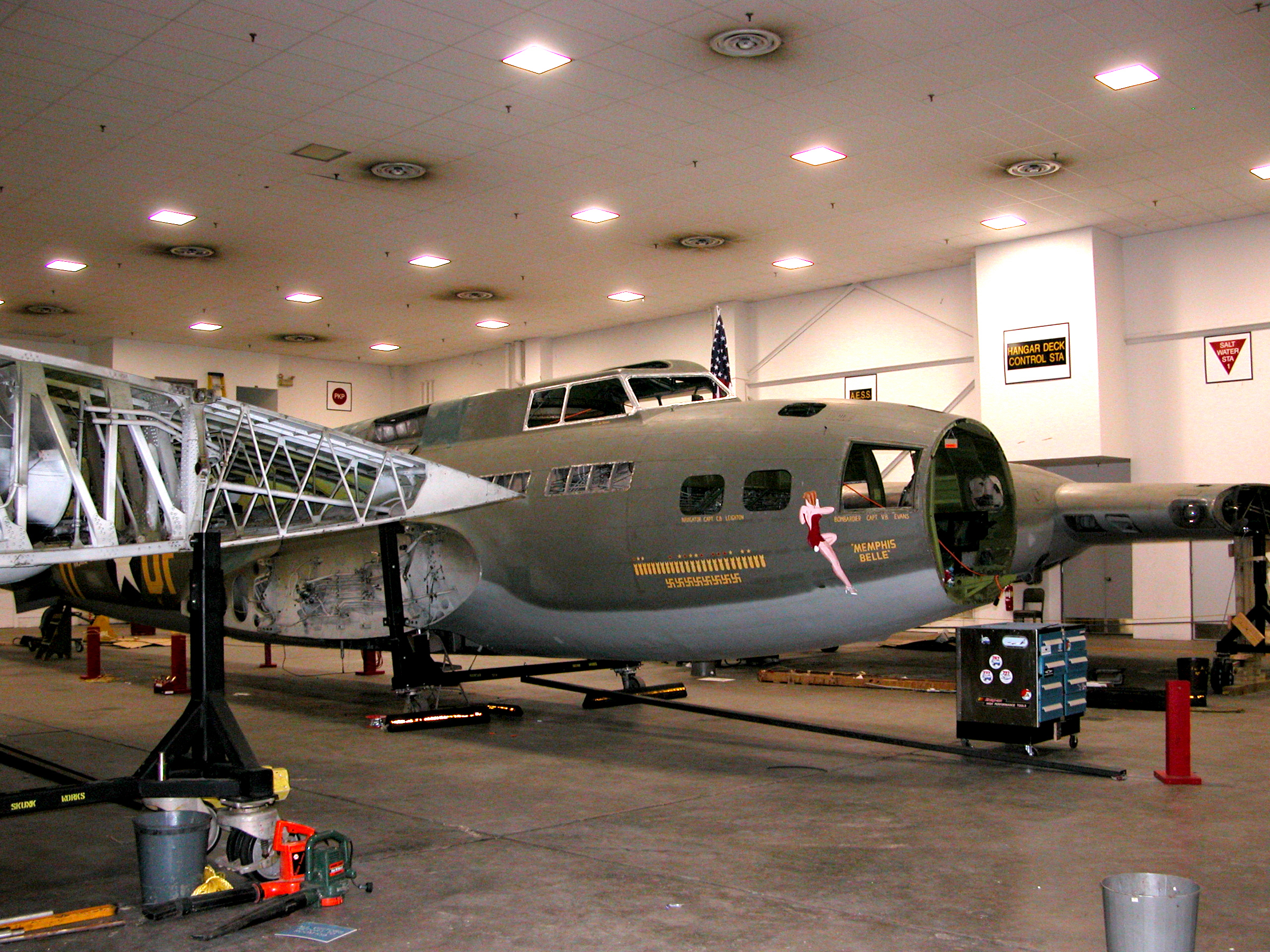
Memphis Belle während der Restaurierungsarbeiten, 2003

Nach dem 25. Einsatz wurde das Flugzeug auf eine Werbetour für Kriegsanleihen durch die Vereinigten Staaten geschickt. Zum Kriegsende erwarb die Stadt Memphis die Maschine für 350 US-Dollar und überführte sie im Juli 1946 nach Memphis.
Von 1949 bis 1987 war sie dort unter freiem Himmel ausgestellt. Da sich der Zustand durch Wettereinflüsse und Vandalismus zunehmend verschlechterte, wurde das Flugzeug durch die ortsansässige Memphis Belle Memorial Association ab 1987 in einem überdachten, jedoch an den Seiten offenen Pavillon auf der Insel Mud Island im Mississippi River ausgestellt.
Die Unzulänglichkeit des immer noch dem Wetter ausgesetzten Aufstellungsortes führte zur Planung eines Museums, die Bemühungen scheiterten aber letztendlich an der Finanzierung der aufzubringenden Kosten.
Seit Oktober 2005 befindet sich das Flugzeug im National Museum of the United States Air Force auf der Wright-Patterson Air Force Base in Dayton in Ohio, wo es restauriert wurde. Am 17. Mai 2018 wurde die Maschine in einer Feier der Öffentlichkeit vorgestellt und kann seitdem im Museum besichtigt werden.

## Filme

### Dokumentation
The Memphis Belle: A Story of a Flying Fortress ist eine 1944 von der First Motion Picture Unit des United States Army Air Corps unter der Regie von William Wyler erstellte Dokumentation des angeblich 25. Einsatzes der Memphis Belle. Sie sollte den Alltag einer Bomberbesatzung zeigen. Tatsächlich zeigt der Film den Angriff auf die Dockanlagen von Wilhelmshaven vom 26. Februar 1943, an dem die Memphis Belle nicht beteiligt war. Die Aufnahmen während des Angriffs entstanden an Bord der B-17 Flying Fortress Jersey Bounce der 91st Bombardment Group. Die Dokumentation wurde unter anderem durch Aufnahmen ergänzt, die bei späteren Einsätzen der Memphis Belle entstanden.

### Spielfilm
Erneut bekannt wurde die Memphis Belle wieder durch den gleichnamigen Spielfilm aus dem Jahr 1990. In den Hauptrollen spielten u. a. Matthew Modine, Eric Stoltz, Harry Connick, Jr., Billy Zane und Sean Astin. Für die Verfilmung wurde die Geschichte abgewandelt, so war das letzte echte Ziel beim 25. Einsatz der Memphis Belle Fabrikanlagen in Kiel und nicht in Bremen. Im Film startet die Memphis Belle mit 24 anderen B-17 im Rahmen ihrer 25. Mission nach Bremen.
Für die Dreharbeiten wurde unter anderem ein früheres Feuerlöschflugzeug, eine B-17G-85-DL (USAAF-Seriennummer 44-83546 / Ziviles Luftfahrzeugkennzeichen N3703G) zur B-17F, vergleichbar der Memphis Belle, umgebaut. Es wird auch heute noch in dieser Filmversion als Memphis Belle bei Luftfahrtveranstaltungen gezeigt. Sein derzeitiger Heimatflughafen ist Floyd Bennett Field, New York, NY.